# Port lotniczy Salala
Port lotniczy Salala (IATA: SLL, ICAO: OOSA) – międzynarodowy port lotniczy, zlokalizowany 5,5 km na północny wschód od centrum Salali. Jedno z trzech międzynarodowych lotnisk w Omanie i drugie pod względem wielkości w tym kraju (po porcie lotniczym w Maskacie).
W tym samym miejscu, co lotnisko cywilne, znajduje się wojskowa baza lotnicza Królewskich Sił Powietrznych Omanu (RAFO) o nazwie RAFO Salala.

## Historia
Lotnisko w Salali zostało założone w 1935 przez brytyjskie Królewskie Siły Powietrzne (RAF) do operacji wspierających ówczesnego sułtana Omanu Sa’ida ibn Tajmura. Brytyjska obecność na jego terenie zakończyła się w 1977. W tym samym roku przekształcono je w obiekt cywilny, pozostawiając również funkcje militarne. Początkowo obsługiwało wyłącznie loty krajowe z Maskatu i kilka lotów czarterowych do Zjednoczonych Emiratów Arabskich oraz Kataru. W 2003 port lotniczy Salala uzyskał status lotniska międzynarodowego. W 2011 obok dotychczasowego obiektu rozpoczęto budowę nowego terminala, który rozpoczął działalność w czerwcu 2015, a oficjalnie został otwarty w listopadzie 2015. Do starego terminal – usytuowanego na południe od nowego – przeniesiono loty krajowe i awaryjne.

## Linie lotnicze i połączenia
| Linia Lotnicza    | Kierunek                                                                          |
| ----------------- | --------------------------------------------------------------------------------- |
| Air Arabia        | 1. Abu Zabi 2. Szardża                                                            |
| Air India Express | 1. Koczin 2. Kozhikode                                                            |
| Centrum Air       | 1. Taszkent                                                                       |
| Edelweiss Air     | Sezonowo: 1. Zurych                                                               |
| Etihad Airways    | Sezonowo: 1. Abu Zabi (od 21 maja 2026)                                           |
| flydubai          | 1. Dubaj                                                                          |
| flynas            | Sezonowo: 1. Rijad                                                                |
| Jazeera Airways   | Sezonowo: 1. Kuwejt                                                               |
| Kuwait Airways    | Sezonowo: 1. Kuwejt                                                               |
| Oman Air          | 1. Maskat                                                                         |
| Qatar Airways     | 1. Doha                                                                           |
| SalamAir          | 1. Abu Zabi 2. Dżudda 3. Kuwejt 4. Maskat 5. Sohar Sezonowo: 1. Bagdad 2. Bahrajn |
| Wizz Air          | Sezonowo: 1. Abu Zabi (do 31 sierpnia 2025)                                       |